# Vilhelm II av Flandern
Vilhelm II av Flandern, född 1224, död 1251, var regerande greve av Flandern från 1247 till 1251.